# 郎朗
郎朗（英語：Lang Lang，1982年6月14日—），满族，满洲钮祜禄氏，辽宁沈阳人，中國大陸鋼琴家。郎朗是受聘於柏林愛樂樂團和美國五大交響樂團的第一位中國鋼琴家。曾被《人物（青年版）》雜誌稱為“將改變世界的20名青年”之一，是沈阳市形象大使，紐約市文化旅遊大使，深圳国际形象大使。

## 生平

### 幼年
郎朗于1982年6月14日出生于中国大陸东北的辽宁省沈阳市。他父母都曾有未能实现的音乐理想。祖父曾是音乐老师，精通很多乐器。因为亲戚有海外关系在文革期间受到批判及怀疑。父亲郎国任因文革导致音乐学院关门以及后来年龄超标无法进入音乐学院，从部队转业到沈阳市公安局任治安警。母亲周秀兰曾在学校话剧中唱歌、跳舞，曾希望进入解放军歌舞团，但因为家庭的地主成分没有被录取，在中国科学院沈阳自动化研究所总机班工作。文革结束后，郎朗父母相识时，父亲郎国任在一家工厂里上白班做了十年车工，同时兼职在杂技团乐队里演奏。郎朗外祖父认为郎国任工作没有前途，不允许郎朗父母交往，但二人仍然暗中保持朋友关系。直到郎国任被沈阳军区空军政治部文工团录用任专业二胡演奏员，后当上了文工团的独奏演员和乐队首席，郎朗外祖父才不再干涉郎朗父母的关系。
郎朗两岁时，家里买了星海牌的立式钢琴，耗费父母两千元，相当于他们年收入的一半。郎朗幼年时，郎国任当时在沈阳空军部队歌舞团任专业二胡演奏员，全家所住的空军大院院子里都是文艺工作者，每家孩子都学乐器。在这种氛围下，幼年的郎朗很早的表现出了音乐上的天赋，两岁时看动画片中湯姆弹奏着李斯特《匈牙利狂想曲》捉老鼠那段让他入迷，他看完后跑到钢琴前把那几个音弹奏出来了，让郎朗的父親吃惊，当即找来几个专家试郎朗的反应、耳朵灵敏度。在得到几位专家对郎朗音乐天才的首肯后，郎朗的父親开始了对郎朗的钢琴培育计划。起初两年，郎国任自己担任郎朗的钢琴老师，为了能够给郎朗授课，郎国任在管风琴的脚键盘上研习钢琴演奏。
郎国任自幼便对郎朗要求甚严，希望郎朗得到名师指导，刻苦练习。因此，郎朗4岁便师从沈阳音乐学院钢琴系主任朱雅芬教授学习钢琴。当时郎国任便希望郎朗“一定要在全中国弹钢琴拿第一名，然后是在全世界。”郎国任希望教授不断地给郎朗施加压力，给他更难的曲子弹，并且不理解朱雅芬认为郎朗需要休息和游戏的想法。上小学前，郎朗曾不去幼儿园，一人在家中整日练琴，并要求父母出门前开录音机监督。但因独处时间过长，郎朗一开始进入小学时曾害羞内向，不擅长与人相处。
郎朗5岁时，演奏卡巴列夫斯基的变奏曲，在沈阳市的钢琴比赛中获得第一名，并于同年举办第一次公开独奏。6岁半时，父亲郎国任离开了空军文工团，加入了沈阳治安特警支队。差不多同时，郎朗开始上小学，当时郎国任要求郎朗每日5点45分起床，每天练琴5小时45分钟。郎朗7岁时，在太原市参加钢琴比赛失利，自此决心不在比赛中再次失败，练琴比从前练得更加勤奋。

### 搬往北京
1991年，郎朗小学三年级。为了完成钢琴梦想，朱雅芬教授建议郎朗去北京接受教育，目标是一年半后考入中央音乐学院。父親辞去工作（沈阳治安特警支队一科科员）带着9岁的郎朗去北京求学，联系到了北京市丰台区西罗园第二小学。周秀兰在沈阳的工资要勉强支撑家庭分居两地的开支。在当时，北京到沈阳的火车一趟要12个小时，郎朗也因此长期不能见到母亲周秀兰。郎朗曾说：“在我整个童年的记忆里，我都在不断地哭喊着寻找母亲。”
郎朗在北京的住所在当时较荒芜、居民收入较低的丰台区。郎朗曾描述，丰台区空气中充满恶臭，公寓楼破败不堪，街上到处是垃圾。郎朗父亲也丧失了社会地位和单位配备的摩托车，转而骑三轮车接送郎朗。公寓里没有暖气，郎朗练琴时穿厚厚几层衣服、裤子。他常常弹琴弹到深夜，因为床实在太冷，父亲则为他暖床。因公寓楼的墙壁很薄，四周的邻居常有抱怨。一次，邻居因忍受不了噪音报警，郎国任因没有暂住证，险些被遣返至沈阳。
郎朗起初在北京跟从一位教授，但她“待人冷若冰霜”，从来没有赞赏郎朗，反而常常对郎朗发脾气。但郎国任认为郎朗需要严厉的指导，要求郎朗必须服，尽全力让老师满意。郎国任认为郎朗不够努力，常对郎朗大吼大骂，曾用皮鞋砸在郎朗身上并指责他“给我们一家丢尽了脸”。后来，此教授认为郎朗缺乏才华，不可救药，拒绝继续教导郎朗。第二天，郎朗因学校合唱团老师的要求，回家晚了快两个小时。郎国任因此完全失去控制，对郎朗狂吼，并要求郎朗吞药片或跳楼自杀。当时郎朗刚刚十岁。这件事导致郎朗憎恨父亲，一度绝望，不和父亲说话，也放弃练琴三个月。郎朗想回沈阳，但苦于没有勇气离家出走，家里也没有电话，无法联系母亲。郎朗后来结识了韩姓的水果小贩，他成为了郎朗父子的朋友，郎朗称其为二叔。郎朗在二叔和朱雅芬教授的劝导下才重新开始练琴。
重新开始练琴后，朱雅芬将郎朗介绍给了中央音乐学院赵屏国教授，郎朗开始在赵教授门下学习。郎国任也认识到了自己的错误，同时郎朗堂弟郎逸峰也来到了北京与郎朗父子一同居住，两件事相加，郎朗与父亲郎国任的关系渐渐缓和。郎朗练琴时，郎国任给郎朗準備凉水、搧扇子降温，冬天把自己的大衣给郎朗、给他搓手指升温。郎国任还穿着从前的警察制服，混进音乐学院听课，并把学到的东西报告给郎朗。一年后，郎朗以入学资格考试第一名的成绩考入中央音乐学院，获得奖学金并继续师从赵屏国教授。那一年报考音乐学院的学生有三千人，但只有十四名学生被录取，且郎朗需要的奖学金只有前七名能拿到。
进入中央音乐学院后，郎国任终于同意郎朗回沈阳二十天，但郎朗如果不能在一个月后的星海杯全国少儿钢琴比赛获得第一名，郎国任将一年都不让母亲周秀兰来北京看郎朗。郎朗成功获得比赛第一名，曾经开除郎朗的教授，也投票給他。郎朗至此被公认为中国九至十二岁年龄段中最优秀的钢琴手。

### 國際比賽
郎朗12岁时，在北京的中国国际钢琴比赛中，有评委认为其中一位女生已经快十八岁了，倾向于把机会给她而非郎朗。因此，郎朗没进入比赛前四名，无法得到国家公费资助去德国继续参加比赛。但父母透过亲戚借钱和银行贷款，花了数週时间筹措了5万元，以供获郎朗连同赵教授一起去德国。郎朗成功在第四届德国青少年国际钢琴比赛第一名，并获杰出艺术成就奖以及四千德国马克奖金，足够把欠钱还清。郎朗在回国后，开始私下同时接受殷承宗的课程指导。
13岁时，郎朗在日本仙台获第二届柴可夫斯基国际青年音乐家比赛第一名。赛前，郎朗选用了肖邦做参赛曲目。国内的钢琴权威认为郎朗年幼，无法表现肖邦的浪漫精神，赵屏国教授也认为郎朗没有机会夺冠。但郎国任一意孤行，让郎朗把对母亲的爱和思念倾注在曲子中，而郎朗的准备也得到了恩师朱雅芬教授的肯定。郎朗赛后回到北京时，母亲、音乐学院院长和媒体都来了机场迎候。郎朗得到了梦寐以求的明星级关注。此后，中国大陸报纸上有多篇关于郎朗的报道刊登，郎朗也获得了日本JVC胜利唱片公司的录音合同。1996年9月，14岁的郎朗应邀与重新组建的中国国家交响乐团合作，在开幕式音乐会上演奏钢琴。整场音乐会都在全国电视转播，郎朗演奏后受到时任中共中央总书记兼国家主席的江泽民接见。

### 赴美留学及成名
因为與赵教授的一些摩擦，以及为了能成为在音乐会上演奏的钢琴家，郎国任产生了让郎朗去美国学习的想法。1997年，郎朗飞往费城面试，考入美国著名的柯蒂斯音樂學院，并获得全额奖学金、生活费，师从著名钢琴大师院长加里·格拉夫曼。回国时，郎国任因喉咙的良性肿瘤入院接受手术。此时，周秀兰已经和儿子、丈夫两地分居长达七年。于中国大陸进行告别巡演后，郎朗前往美国，开始留学生涯，也终于告别了窘迫的财政环境。
郎朗在这段时间每天都练琴六到七小时，但偶能忙里偷闲。郎朗头一次去了影院看电影、看世界杯、美国电视剧，学习了美国政治、英语文学，还和女孩子约会。因郎国任对郎朗的严格练习要求，父子间再次产生矛盾，郎国任几乎回国，被郎朗在机场劝回。在柯蒂斯，郎朗父子结识了中国大陸的歌唱学生王歌群，并受其帮助。
在格拉夫曼的劝说下，郎朗一年没有参加比赛，专注于提高演奏能力。但郎朗在美国只能从演奏员的替补名单后位做起，没有好的演奏机会，使渴望认可、演出机会、及商业报酬的郎朗父子心急如焚。1998年9月，郎朗总算有了突破。与巴尔的摩交响乐团合作演出。然而，和巴尔的摩交响乐团同台演出，并未立刻对郎朗的生活带来改变，但此次演出却提供了新的机会；1999年，17歲的郎朗在拉维尼亚户外音乐节上代替身體欠佳的安德烈·瓦茲與芝加哥交响乐团合作登場，演奏了柴可夫斯基第一鋼琴協奏曲。当最后一个音符演奏完毕，听众全体起立欢呼，如雷般的掌声经久不息。消息很快传遍了古典音乐界，美国其他四大交响乐团（纽约、波士顿、费城、克利夫兰）都向郎朗发出了邀请。
郎朗開始連同丹尼尔·巴伦波伊姆、洛林·马泽尔及詹姆士·列文的音樂會之旅。签约著名的环球音乐旗下的德国DG唱片公司，成为最受重视的艺术家。開放的風格使他成為古典音樂與青年人之間的使者，他這樣說道：“我的夢想是，當我二十年後在街頭步行時，覺察到所有人都熟悉古典音樂。”

### 世界聞名
2002年8月31日，在德国汉堡頒發以已故著名指挥家伯恩斯坦命名的伯恩斯坦艺术成就大奖，这项大奖旨在奖励全世界“对艺术最有贡献的艺术家”，郎朗是其第一位得主也是该年唯一得主。2003年，美国著名青少年杂志《人物》（Teen People）评选的“20位将改变世界的年轻人”中，郎朗是唯一的艺术家。2004年5月，郎朗在纽约被委任为联合国儿童基金会国际亲善大使，并于8月访问非洲，成为第一位担任此职的钢琴家，也是其最年轻的大使。同年，世界著名的美国CNN国际电视台在全球播出五套郎朗的专题报道。美国CBS电视台新闻60分钟播出郎朗的专题报道。所有美国最著名的POP SHOW都做过郎朗的节目。同年擔任香港電台電視節目《華人青年音樂家系列》八位嘉賓之一。
2006年1月27日，為紀念莫扎特誕辰250周年，他在北京人民大會堂演奏了莫扎特C小調钢琴协奏曲（K.491）。2006年6月6日，他与三家巴伐利亚交响樂團、多明戈、以及黛安娜·达姆劳等音乐家一同在世界杯開幕式前的“三樂團與明星們”中同台演出。同年，郎朗作出新嘗試，推出中國鋼琴作品如《黃河協奏曲》的錄音，獲得一致好評。2006年6月5日，作为中国使者在慕尼黑奥林匹克体育场参加德国世界杯开幕演出。2006年11月，郎朗成为第一名通过“优秀人才入境计划”转为香港居民（但非香港永久性居民，保留中国大陆居民身份）的人。他可於港逗留一年，在一年或更长的时间里无需事先得到香港雇主的雇佣，即可在港居留，並得於居住滿7年後自動成為香港永久居民。

2008年2月5日，郎朗最新专辑《郎朗的魔力》在美国首发。2008年5月，簡體版自傳《郎朗，千里之行：我的故事》率先在中國大陸出版；7月，英文版《Journey of a Thousand Miles》於美國出版；12月，繁體版《郎朗：我用鋼琴改變世界》也在台灣出版。2008年8月8日，應邀在「2008年夏季奥林匹克运动会开幕式」擔任表演者。

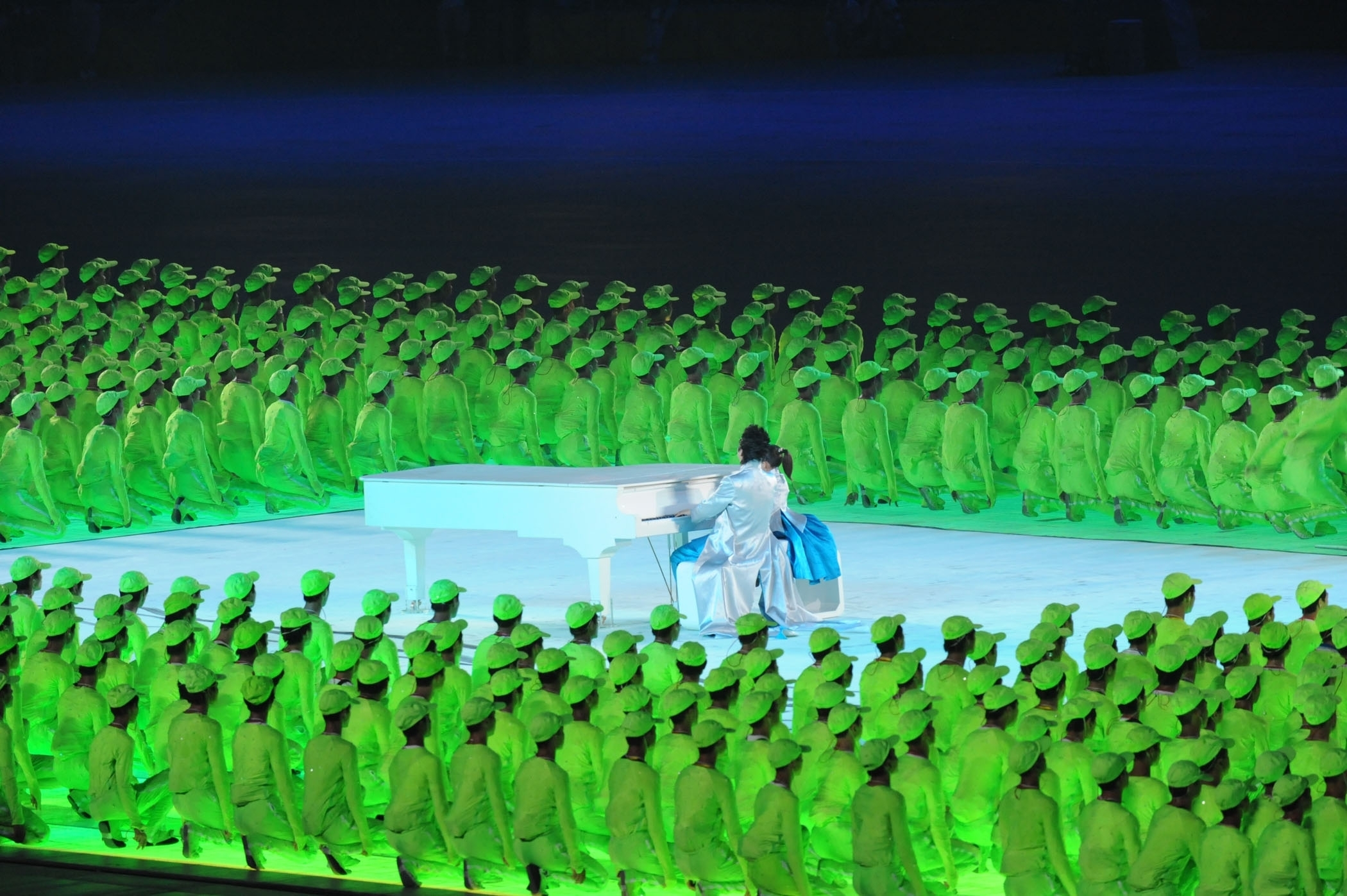
郎朗在2008年夏季奥林匹克运动会开幕式上表演

2010年，担任上海世博会形象大使，担任中华全国青年联合会第十一届委员会副主席。
2011年1月19日，受邀前往美国白宫，在總統歐巴馬为中国大陸领导人胡锦涛举办的国宴中进行演奏（成龙、马友友等众多知名华人亦有出席）。當中演奏的一首《我的祖国》来自抗美援朝影片《上甘岭》主题曲，引起極少數美國右派媒體與部分人士的非議，認為在隆重的國宴中，這首歌曲羞辱了歐巴馬與美國人。郎朗在部落格放上在白宮演出的照片，並寫說，「而後我又獨自演奏了我們中國人心目中『最美的歌』之一的《我的祖國》。能夠在眾多外賓，尤其是在來自『五湖四海』的元首們面前演奏這首讚美中國的樂曲，彷彿是在向他們訴說我們中國的強大，我們中國人的團結，我感到深深的榮幸和自豪。和大家分享在白宮的一天。」。有网友指出在这种场合演奏这样的作品有点“不合时宜”。对此，郎朗回应：“别把艺术的选择泛政治化”。
2011年5月12日，獲頒英國皇家音樂學院音樂榮譽博士學位，成為歷屆獲得英國皇家音樂學院榮譽博士學位中最年輕的一位音樂家，也是有史以來第一位獲此學位的中國人。2012年5月12日，獲頒全球最頂尖音樂學院之一的美國最大私立音樂學院曼哈頓音樂學院榮譽博士學位。這是他繼2011年獲得查爾斯王子頒發的英國皇家音樂學院榮譽博士之後的第二個榮譽博士學位，也是他在美國獲得的第一個榮譽博士學位，更是曼哈頓音樂學院歷史上第一位亞裔榮譽博士獲得者，再一次證明郎朗的藝術造詣、藝術成就得到了歐美知名高等音樂學府肯定。2012年7月27日，獲頒德國聯邦十字勳章，這一榮譽是為表彰郎朗對德國音樂文化和石荷州音樂節所作出的傑出貢獻。2012年11月14日，獲贈美國哥倫比亞大學“百家講壇”證書。2013年10月28日，獲聯合國委任為關注全球教育和平大使，成為目前最年輕的聯合國和平使者。2014年7月21日，受邀擔任運動品牌Nike打出名堂活動嘉賓，與NBA球星勒邦·占士互動。2017年，擔任日本放送協會2017年大河劇《女城主直虎》的鋼琴部份的背景音樂演奏。
2017年，过度劳累使郎朗罹患了对钢琴家而言非常危险的肌腱炎。2017年4月，因伤情恶化而休整了一年多。但在力量和技巧恢复之后，他在2019年秋季正式复出，再度与世界各地的一流交响乐团同台。
在综艺节目《青春环游记2》中，其本人透露2020年因COVID-19全球流行取消了九十多场音乐会。
2024年4月10日，郎朗獲得好萊塢星光大道上的一顆星，是首位中國人以及首位亞洲鋼琴家獲得此殊榮。

## 个人生活
- 父親郎国任出生于辽宁。中学毕业后先后在工厂、杂技团和部队文工团工作。截至2012年擔任北京郎朗文化发展有限公司总裁、深圳郎朗音乐世界总裁。[20]
- 郎朗2019年6月2日宣布結婚，對象是德韩混血的德國籍鋼琴家吉娜·愛麗絲。[21][22]同年，郎朗與妻子吉娜共同出演騰訊視頻推出的真人秀節目《幸福三重奏》第二季。2021年1月28日在微博上發文宣佈妻子生子，名為Winston。

## 荣誉

### 外国勋章奖章
- 德意志联邦共和国襟绶功绩十字勋章（德国，2012年8月24日于基尔颁发[23][24]）
- 艺术与文学骑士勋章（法国文化部，2013年1月27日于戛纳颁发[25]）

## 電視劇
- 2014年，《愛的婦產科》客串[26]
- 2004年，香港電台電視節目《華人青年音樂家系列》八位嘉賓之一。

## 電影
- 2011年，動畫片《夢幻飛琴》（The Flying Machine）
- 2015年，紀錄片《熱情奏鳴曲》（Appassionato sonata）

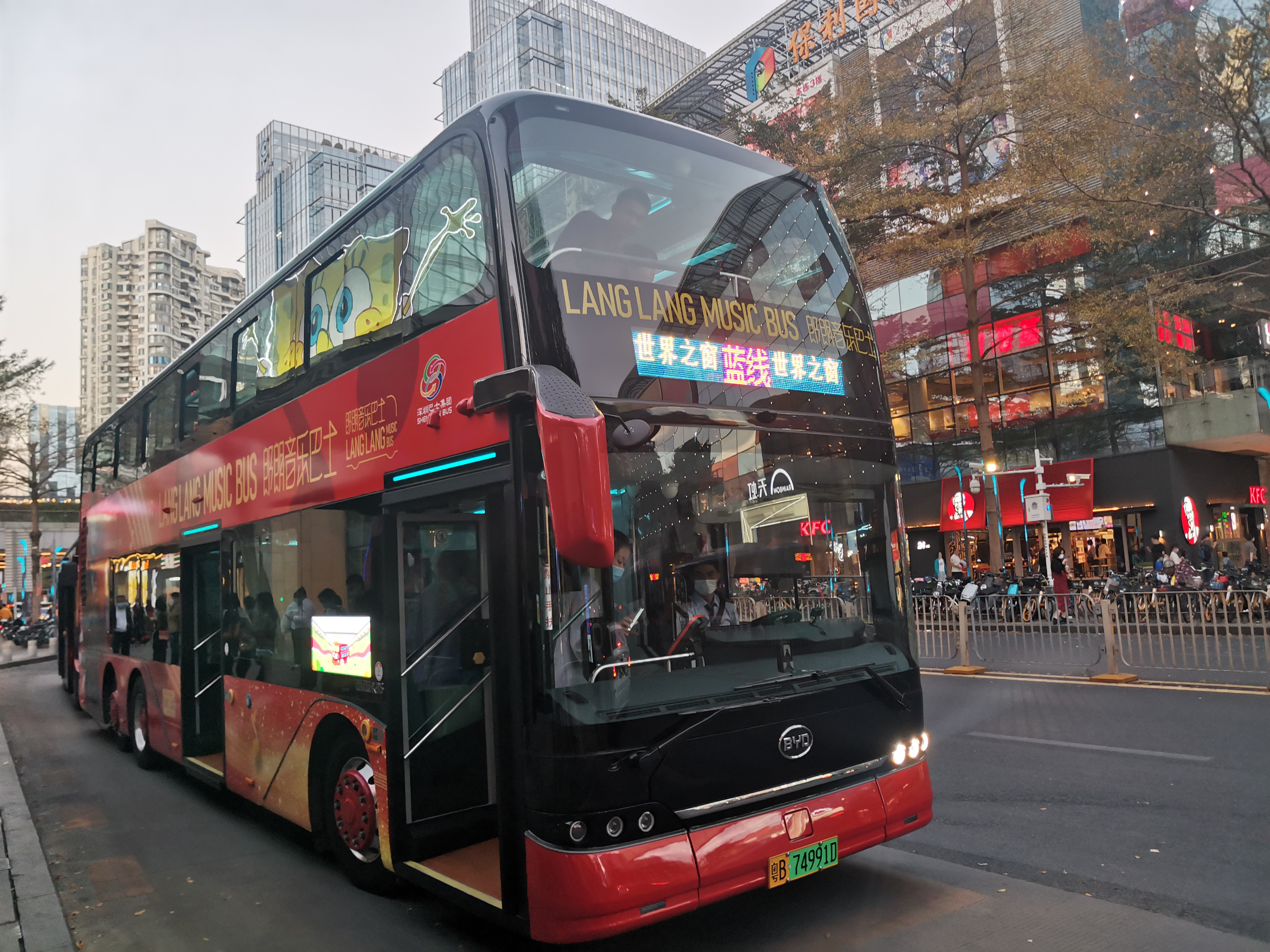
在深圳的“郎朗音乐巴士”，由郎朗亲自揭幕

## MV
- 李克勤《我不會唱歌》
- 周杰倫《夢想啟動》、《最偉大的作品》
- 林俊傑《靈魂的共鳴》
- Luciano Pereyra（英语：Luciano Pereyra）《Me Enamore De Ti》
- 五月天《生命有一種絕對》
- 中華人民共和國香港特別行政區成立十周年官方主題曲《始終有你》擔任伴奏

## 游戏
- 《第五人格》歌曲
- 《她》
- 《重逢之时》
- 《深渊的呼唤》
- 《记忆的残影》
- 《洛克王国》